# Temporada de furacões no Pacífico de 2002

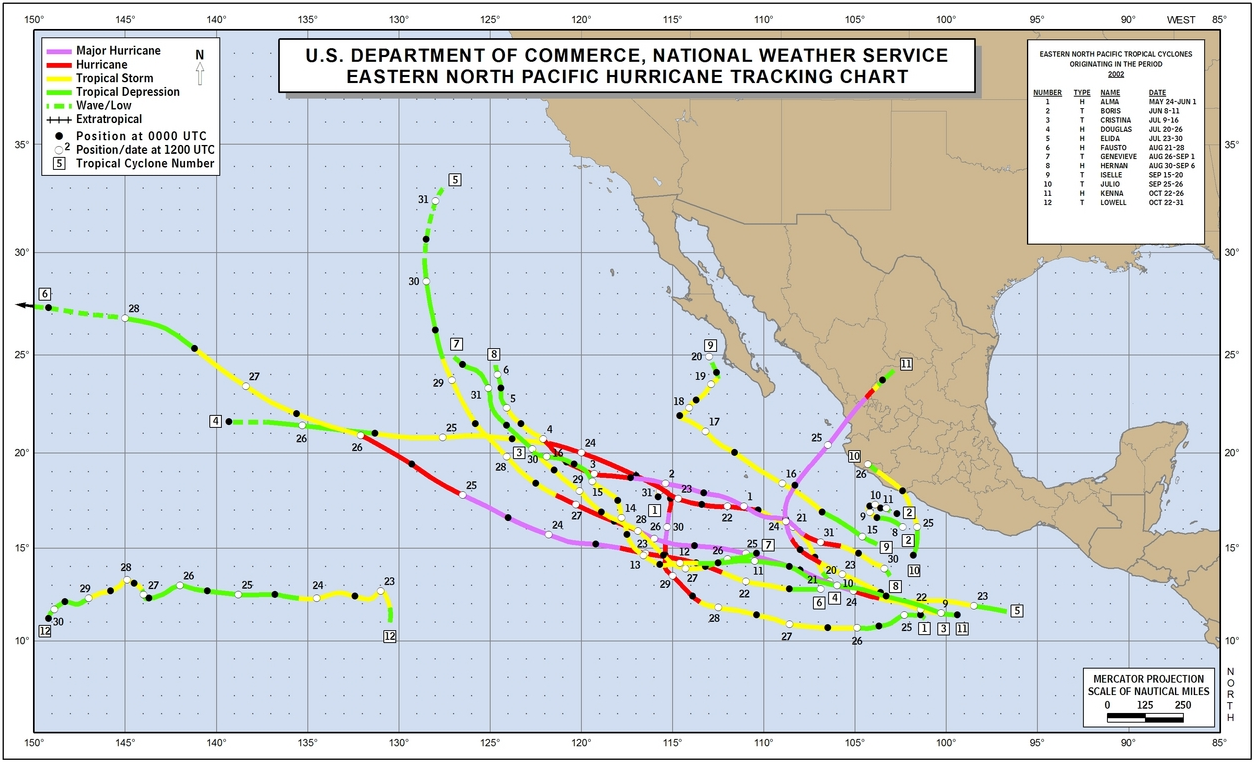

A temporada de furacões no Pacífico de 2002 foi um evento em meteorologia de ciclones tropicais. A tempestade mais notável naquele ano foi o furacão Kenna, que alcançou a categoria 5, a mais alta da Escala de Furacões de Saffir-Simpson. Ele fez landfall perto de Puerto Vallarta, no estado mexicano de Jalisco, em 25 de outubro. Matou quatro pessoas e foi um dos furacões mais poderosos de sempre a atingir a costa ocidental do México, batendo com ventos de 140 mph (o mais forte desde o furacão Madeline em 1976). Em outros lugares, a tempestade tropical Julio fez landfall no México, e a tempestade tropical Boris despejou chuvas torrenciais ao longo da costa mexicana, embora tenha permanecido em mar aberto.
A temporada começou oficialmente em 15 de maio, no Pacífico oriental, e em 1º de junho no Pacífico central. Ela terminou em 30 de novembro. Estas datas delimitam o tempo quando a maioria dos ciclones tropicais de formam nesta parte do Oceano Pacífico.